# Wareneingang
Der Wareneingang ist in Materialwirtschaft und der Finanzbuchhaltung der Zugang von Material in ein Lager und die entsprechende Verbuchung auf Material- und Wareneingangskonto. Anders als in der Finanzbuchhaltung unterscheidet die Warenwirtschaft die Herkunft der Waren aus einem Einkaufsvorgang oder aus Eigenfertigung nicht. Gegensatz ist der Warenausgang.

## Allgemeines
Das Kompositum Wareneingang besteht aus dem Bestimmungswort „Waren“ und dem Grundwort „Eingang“, wobei letzteres ausschließlich die externen Zugänge umfasst. Der Begriff Wareneingang als Teil der Beschaffungslogistik kann sehr umfassend verstanden werden. Es geht um den traditionellen Wareneingang von Teilen und Material, aber auch um den Eingang von externen Arbeiten, dies kann mit gleichzeitigem Materialfluss (etwa bei Veredelungen) oder aber als eigentliche Dienstleistung (etwa ein Arbeitsrapport) verbunden sein. Der Wareneingang umfasst nicht nur die für Produktion oder Handel notwendigen Waren, sondern auch die dem Eigenverbrauch dienenden Waren (Büromaterial, Kantine). Aufgabe des Wareneingangs ist es, extern über den Wareneinkauf beschaffte Güter und Materialien entgegenzunehmen und für die Versorgung der Produktion oder die Lagerung in einem Beschaffungslager vorzubereiten. Der Wareneingang hat innerhalb des Warenwirtschaftssystems zu prüfen, ob die gelieferte Ware mit der Rechnung übereinstimmt, also ob die Menge weder zu groß noch zu klein ist und die Produktqualität stimmt, was bei größerer Arbeitsteilung durch Warenannahme und Wareneingangskontrolle übernommen wird.
Der Wareneingang stellt die Schnittstelle zwischen außerbetrieblicher und innerbetrieblicher Materialwirtschaft dar. Mit dem Wareneingang stellt ein Unternehmen (Hersteller, Händler, Wiederverkäufer) den Nachschub von Roh-, Hilfs- und Betriebsstoffen sowie Halbfabrikaten (zwecks Weiterverarbeitung in der Produktionswirtschaft) oder Fertigerzeugnissen (im Handel) sicher. Innerhalb der betrieblichen Funktionen gehört der Wareneingang zur Beschaffung. Damit ist der Wareneingang der Beginn eines stetigen Materialflusses im Betrieb, so dass Schwachstellen beim Wareneingang zur Betriebsstörung führen können.
Konkrete Aufgaben, welche im Rahmen des Wareneingangs durchgeführt werden, sind Entladen, Puffern, Aus- und Umverpacken, Sortierung, Wareneingangskontrolle, Zusammenstellen und Weitergabe an das Lager. Die Lagerhaltung der vom Wareneingang beschafften Waren erhöht das Lagerrisiko und die Kapitalbindung.

## Ablauforganisation
Dem Wareneingang vorgeschaltet sind die Warenannahme und die Wareneingangskontrolle. Hauptzweck der Warenannahme ist die physische Inventarisierung der Lieferung anhand der Warenbegleitpapiere wie Abladebestätigung, Frachtbrief, Lieferschein oder Übernahmebestätigung. Die anschließende Wareneingangskontrolle führt eine Qualitätskontrolle durch, wobei nicht einwandfreie Lieferungen sofort zurückgewiesen werden. Der nun folgende Wareneingang ist die zentrale Stelle eines Unternehmens, bei der sämtliche Warenlieferungen entgegengenommen, geprüft und erfasst werden. Der Wareneingang ist der innerbetrieblichen Weiterverarbeitung vorgeschaltet. Das Beschaffungslager dient dabei als Puffer zwischen dem Wareneingang und dem Output (Produktion oder Vertrieb).

## Verbuchung
Die Verordnung über die Führung eines Wareneingangsbuchs vom 20. Juni 1935 („Wareneingangsverordnung“) verpflichtete Unternehmer, ein Wareneingangsbuch zu führen, sofern sie nicht buchführungspflichtig sind und keine Handelsbücher führen müssen. Ihren Inhalt übernahm § 143 AO, die gewerbliche Unternehmer zur gesonderten Aufzeichnung des Wareneingangs zwingt. Danach sind „alle Waren einschließlich der Roh-, Hilfs- und Betriebsstoffe, Halbfabrikate und Zutaten, die der Unternehmer im Rahmen seines Gewerbebetriebs zur Weiterveräußerung oder zum Verbrauch entgeltlich oder unentgeltlich, für eigene oder für fremde Rechnung, erwirbt, aufzuzeichnen. Das kann entweder durch ein Wareneingangsbuch oder durch ein Wareneingangskonto geschehen.“
Dieser Aufzeichnungspflicht kann entweder durch eine bestandsorientierte oder durch eine aufwandsorientierte Buchführung nachgekommen werden:
- Bei einer bestandsorientierten Buchführung gibt es ein aktives Bestandskonto (Wareneingangskonto), auf dem die Zugänge (Buchungsbelege: unter anderem Lieferscheine) und die Abgänge (Materialentnahmescheine) durch Lagerbestand fortgeschrieben werden. Salden erscheinen als „Vorräte“ auf der Aktivseite der Bilanz (§ 266 Abs. 2 lit. B I HGB). Eine Verbuchung des Wareneingangs auf dem Wareneingangskonto darf bereits erfolgen, wenn wirtschaftliches Eigentum an der Ware vorliegt, also wenn die Ware mit Eigentumsvorbehalt (einfacher, verlängerter oder erweiterter Eigentumsvorbehalt) erworben wurde oder sie zur Verfügung des Käufers bei Dritten (Lagerhalter) lagert.[8]
- Bei einer aufwandsorientierten Buchführung (Just-in-time-Buchung) werden die Wareneinkäufe auf dem Aufwandskonto „Warenaufwand“ im Soll gebucht, der – bei Just-in-time-Buchungen unterstellte – sofortige Verbrauch im Haben, sein Saldo ist der Wareneinsatz (Handel; § 275 Abs. 2 Nr. 5 HGB beim Gesamtkostenverfahren) in der Gewinn- und Verlustrechnung. Beim Aufwandskonto werden Waren auf der Sollseite mit Einkaufspreisen verbucht.[9]

Ob eine bestands- oder aufwandsorientierte Buchführung gewählt wird, hängt vom Arbeitsablauf im Unternehmen ab. Erfolgt ein sofortiger Verbrauch (wie oft im Handel), ist die aufwandsorientierte Buchführung zu bevorzugen, handelt es sich um lagerintensive Betriebe, ist die bestandsorientierte sinnvoller.

## Rechtsfragen
Der Wareneingang ist anhand der Bestellung mit den Warenbegleitpapieren auf Übereinstimmung zu prüfen. Die vom Lieferant angelieferte Ware wird beim Identifikationspunkt durch die Wareneingangskontrolle kontrolliert, insbesondere auf Mängel in Menge, Produktqualität oder Richtigkeit (Sechs-R-Regel) und gegebenenfalls für eine Regulierung des Schadens oder für eine Retourenabwicklung gesorgt. Für Kaufleute ist es Pflicht, die empfangene Ware unverzüglich auf Vollständigkeit und Mängel zu überprüfen und gegebenenfalls zu reklamieren, anderenfalls gilt die im Lieferschein angegebene Menge als geliefert und schadensfrei (§ 377 HGB). Ausgenommen sind verdeckte oder versteckte Mängel, hier gibt es gesetzliche Rügefristen (siehe Mängelrüge). Bei einer optisch erkennbaren Warenbeschädigung kann eine Abnahme verweigert werden.
Ist die Ware äußerlich einwandfrei, bestätigt der Empfänger dem Frachtführer den Eingang auf dem Frachtbrief. Der Absender hat aus dem Frachtvertrag die Pflicht, die Güter zu entladen (§ 412 HGB).